# 一ノ瀬俊也
一ノ瀬 俊也（いちのせ としや、1971年（昭和46年）1月19日 - ）は、日本の歴史学者。埼玉大学教授。専門は日本近現代史、とくに軍事史・社会史。博士（比較社会文化）(九州大学、2003年)（学位論文「近代日本の徴兵制度と社会」）。福岡県出身。

## 略歴
- 1994年3月 九州大学文学部史学科（国史学専攻）卒業[2]
- 1998年3月 九州大学大学院比較社会文化研究科博士後期課程中退[2]
- 1998年4月 国立歴史民俗博物館助手（歴史研究部）[2]
- 2007年4月 国立歴史民俗博物館助教[2]
- 2007年10月 埼玉大学教養学部准教授
- 2016年4月 埼玉大学教養学部教授

## 著書

### 単著
- 『近代日本の徴兵制と社会』（吉川弘文館、2004年）
- 『明治・大正・昭和 軍隊マニュアル』（光文社新書、2004年）
- 『銃後の社会史』（吉川弘文館、2005年）
- 『戦場に舞ったビラ　伝単で読み直す太平洋戦争』（講談社選書メチエ、2007年）
- 『旅順と南京　日中五十年戦争の起源』（文春新書、2007年）
- 『宣伝謀略ビラで読む、日中・太平洋戦争』（柏書房、2008年）
- 『皇軍兵士の日常生活』（講談社現代新書、2009年）
- 『故郷はなぜ兵士を殺したか』（角川学芸出版、2010年）
- 『米軍が恐れた「卑怯な日本軍」　帝国陸軍戦法マニュアルのすべて』（文藝春秋、2012年）
- 『日本軍と日本兵 米軍報告書は語る』（講談社現代新書、2014年）
- 『戦艦大和講義　私たちにとって太平洋戦争とは何か』（人文書院、2015年）
- 『戦艦武蔵　忘れられた巨艦の航跡』（中公新書、2016年）
- 『飛行機の戦争 1914-1945 総力戦体制への道』（講談社現代新書、2017年）
- 『昭和戦争史講義　ジブリ作品から歴史を学ぶ』（人文書院、2018年）
- 『特攻隊員の現実』（講談社現代新書、2020年）
- 『東條英機　「独裁者」を演じた男』（文春新書、2020年）
- 『軍隊マニュアルで読む日本近現代史』（朝日文庫、2021年）

### 共著
- （高橋典幸・山田邦明・保谷徹）『日本軍事史』（吉川弘文館、2006年）
- （蘭信三・石原俊）『シリーズ戦争と社会　全5巻』（岩波書店、2021年）
  - 「『戦争と社会』という問い」「社会のなかの軍隊／軍隊という社会」「言説・表象の磁場」「総力戦・帝国崩壊・占領」「変容する記憶と追悼」

## 論文
- 「日本陸軍と"先の戦争"についての語り―各連隊の「連隊史」編纂をめぐって」（『史学雑誌』112-8、2003年8月）
- 「日露戦後～太平洋戦争期における戦死者顕彰と地域―"郷土の軍神"大越兼吉陸軍歩兵中佐の事例から」（『日本史研究』501)2004年5月）
- 「皇軍兵士の誕生」（『岩波講座　アジア・太平洋戦争５　戦場の諸相』岩波書店、2006年）
- 「銃後史研究の可能性―「戦死の伝えられ方」をめぐって」（『歴史評論』689、2007年9月）
- 「戦争と伝単というメディア」（『アジア遊学』111、2008年7月）
- 「〈対米戦マニュアルの実態〉日本陸軍は本当に敵を知らなかったのか」（『中央公論』2009年1月号）

## 刊行史料
- 『近代日本軍隊教育・生活マニュアル資料集成　明治･大正編』全7巻（柏書房、2009年）
- 『近代日本軍隊教育・生活マニュアル資料集成　昭和編』全7巻（柏書房、2010年）
- 『編集復刻版『昭和期「銃後」関係資料集成』全9巻（六花出版、2012-13年）